# Schlacht um Mossul
Die Schlacht um Mossul (auch Kampf um Mossul genannt; arabisch معركة الموصل, DMG Maʿrakat al-Mauṣil) war eine vom 17. Oktober 2016 bis 9. Juli 2017 stattfindende Großoffensive der irakischen Streitkräfte zur Rückeroberung der nordirakischen Stadt Mossul aus den Händen der sunnitischen Terrororganisation Islamischer Staat (IS). Unterstützt wurden die Streitkräfte von kurdischen Peschmergaeinheiten, assyrisch-christlichen, sunnitischen und schiitischen Milizionären sowie US-amerikanischen Einheiten und Kampfflugzeugen der Anti-IS-Koalition.
Mossul ist als größte Stadt im Nordirak strategisch bedeutend. Sie war auch für den IS von besonderer Bedeutung, da der damalige IS-Anführer Abu Bakr al-Baghdadi von hier aus am 29. Juni 2014 sein Kalifat als selbst ernannter „Kalif Ibrahim“ in der Großen Moschee des an-Nuri öffentlich und damit medienwirksam begründete.
Im Januar 2017 eroberten die irakischen Streitkräfte und ihre Verbündeten den östlichen Teil der Stadt vom IS zurück. Der westliche Teil war noch länger umkämpft. Besonders die Altstadt von Mossul stellte aufgrund ihrer engen Gassen ein kompliziertes Gefechtsfeld dar, da sie mit gepanzerten Fahrzeugen nur schwer zu befahren ist.
Am 9. Juli 2017 verkündete der irakische Ministerpräsident, Haider al-Abadi, die vollständige Rückeroberung der Stadt.

## Vorgeschichte
Am 24. März 2016 startete die irakische Armee ihren Vormarsch in Richtung Mossul. Unterstützt wurden die Regierungstruppen von verbündeten paramilitärischen Freiwilligeneinheiten und von kurdischen Peschmerga-Verbänden. Außerdem führte die von den USA angeführte internationale Anti-IS-Koalition Luftschläge gegen IS-Stellungen und -Einrichtungen in und um Mossul durch. Nach Angaben der Armee konnten gleich zu Beginn der Offensive einige Dörfer im Osten der Stadt zurückerobert werden. Aufgrund der Kampfhandlungen flohen tausende Zivilisten aus den umkämpften Gebieten in die angrenzende Autonome Region Kurdistan. Nach heftigen Kämpfen konnte am 24. August 2016 die Kleinstadt Qayyarah am Tigris eingenommen werden. Mit seinem Luftwaffenstützpunkt sollte es als Ausgangsbasis für den Großangriff auf Mossul dienen. Ende August begann die Wiederherstellung des Flughafens, der vom IS weitgehend zerstört worden war, die Lagerung von Nachschubgütern und der Aufmarsch von Truppen für den geplanten Angriff. Während dieser Zeit bereitete sich auch der IS auf die Verteidigung von Mossul vor. Während die IS-Kämpfer südlich von Qayyarah Gegenangriffe führten, legten sie um Mossul selbst einen breiten Graben an, den sie mit Öl füllten. Dieses sollte in Brand gesetzt werden, damit die starke Rauchentwicklung Luftangriffe der Koalition erschwere. Zusätzlich wurde die Stadt mit Sprengfallen und Tunnel-Systemen versehen.

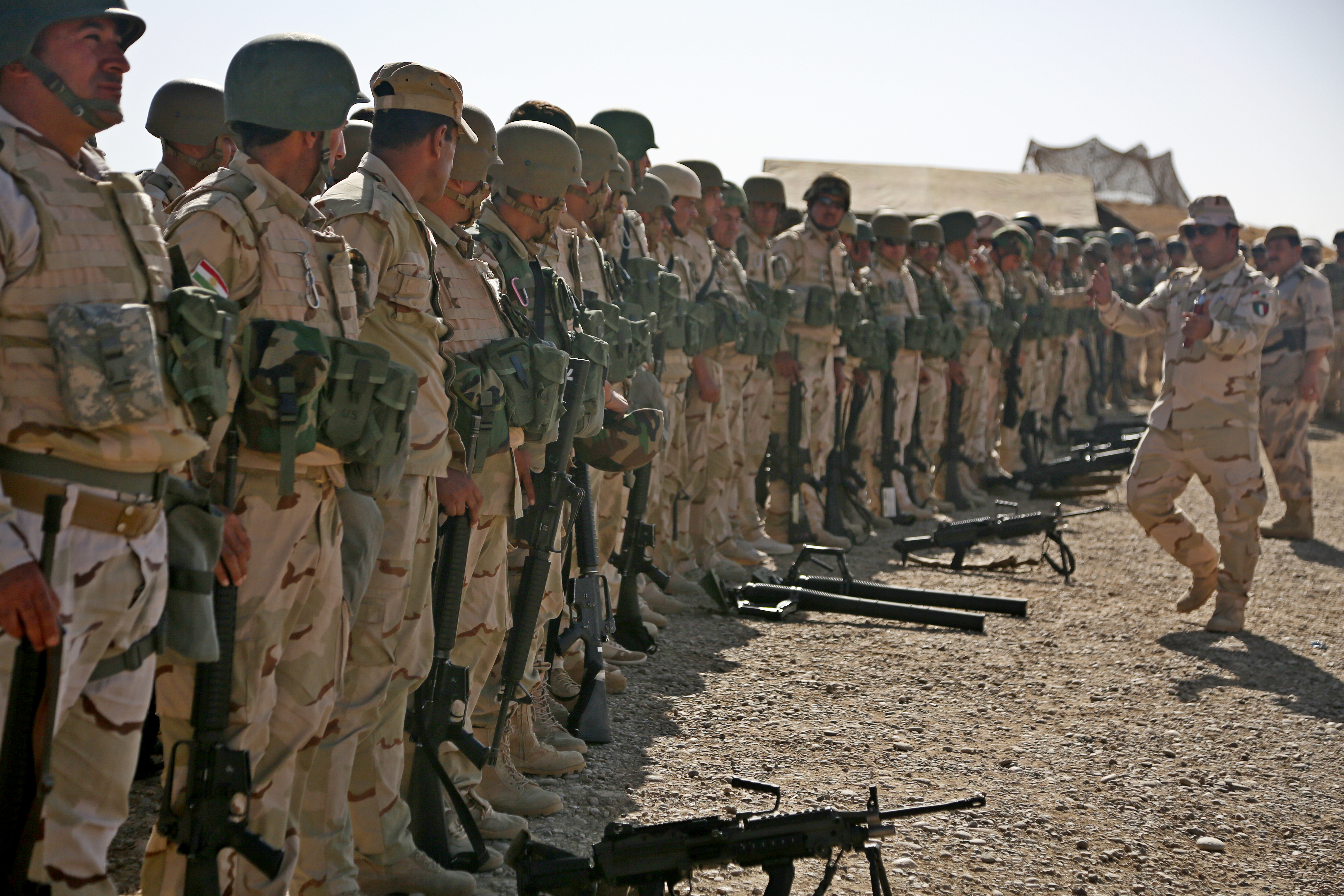
Peschmergasoldaten erhalten am Vortag eines Manövers am 12. Oktober 2016 bei Erbil Instruktionen von einem Ausbilder des italienischen Heeres

Der türkische Präsident Recep Tayyip Erdoğan forderte vor der Rückeroberung der vom IS besetzten Stadt durch Koalitionstruppen im Oktober 2016, dass in Mossul künftig nur sunnitische Araber, Turkmenen und sunnitische Kurden leben dürften. Während des Aufmarsches der irakischen Verbände wurden heftige Auseinandersetzungen darüber geführt, welche Verbände sich am Angriff auf das Stadtgebiet von Mossul beteiligen sollten. Der Einsatz von schiitischen Milizen al-Haschd asch-Schaʿbī (ausgebildet in Iran) wurde von sunnitischen Sprechern abgelehnt. Man befürchtete Verbrechen gegen die Zivilbevölkerung, wie sie von Amnesty International auch für die Schlacht um Falludscha im Juni 2016 dokumentiert wurden. Andererseits lehnte die irakische Zentralregierung eine zu starke Beteiligung der kurdischen Peschmerga ab. Bereits die faktische Angliederung der ölreichen Stadt Kirkuk an die Kurdische Autonome Region führte zu starken Verstimmungen zwischen den Regierungen in Bagdad und Erbil. Die Zentralregierung fürchtete daher eine Ausdehnung der kurdischen Kontrolle auf Mossul. Auch die Türkei hat Interessen in Mossul, die sie überwiegend auch historisch begründet. Präsident Erdogan forderte daher eine Beteiligung türkischer Truppen an der Offensive und drohte damit, auch einseitige Schritte in dieser Richtung zu unternehmen. Die Türkei unterhält in Baschiqa im Nordirak einen Stützpunkt und trainiert dort sunnitische Freiwillige. Die irakische Zentralregierung lehnte dies jedoch ab und forderte die Türkei zur Räumung des irakischen Staatsgebietes auf. Auch die kurdische PKK hat Verbände im näheren Umfeld. Ihr Eingreifen in die Kämpfe war für den Fall zu erwarten, dass sich die türkischen Truppen ebenfalls dem Vormarsch anschließen. Zuletzt waren auch britische und US-amerikanische Verbände zur Unterstützung im Einsatz. Deren Hauptaufgabe bestand in der Luftunterstützung für die Koalitionsstreitkräfte.
Noch am 16. Oktober warfen Luftstreitkräfte zehntausende Flugblätter über der Stadt ab, in denen sie die Zivilbevölkerung zur Kooperation mit dem Militär aufforderten. Kurz darauf gab Premierminister Haider Al-Abadi im Fernsehen den Beginn des Großangriffs bekannt, an dem sich neben dem Militär, Polizeikräften und Peschmerga auch schiitische Milizen beteiligten. Kurden und Schiiten sollten jedoch nicht in die Stadt selbst eindringen.
Es befanden sich auch 560 Soldaten der 101st Airborne Division im Kampfgebiet.

## Verlauf

### Oktober 2016

Frontverlauf vor Schlachtbeginn, August 2016

Gesamte Situation des IS, in mehrtägigen Abständen aktualisiert

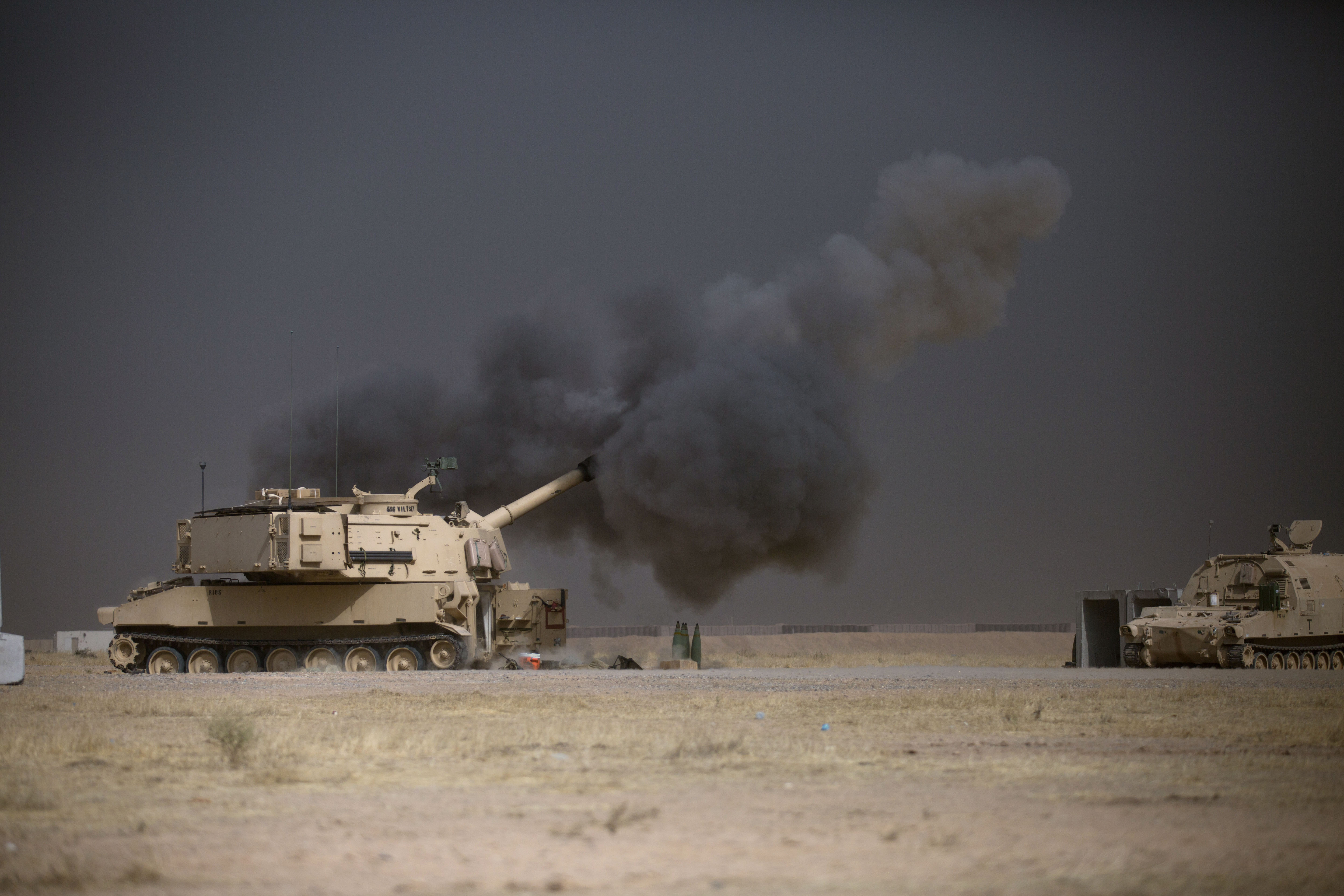
US-Panzerhaubitze M109A6 Paladin bei Qayyarah am 17. Oktober 2016 im Einsatz

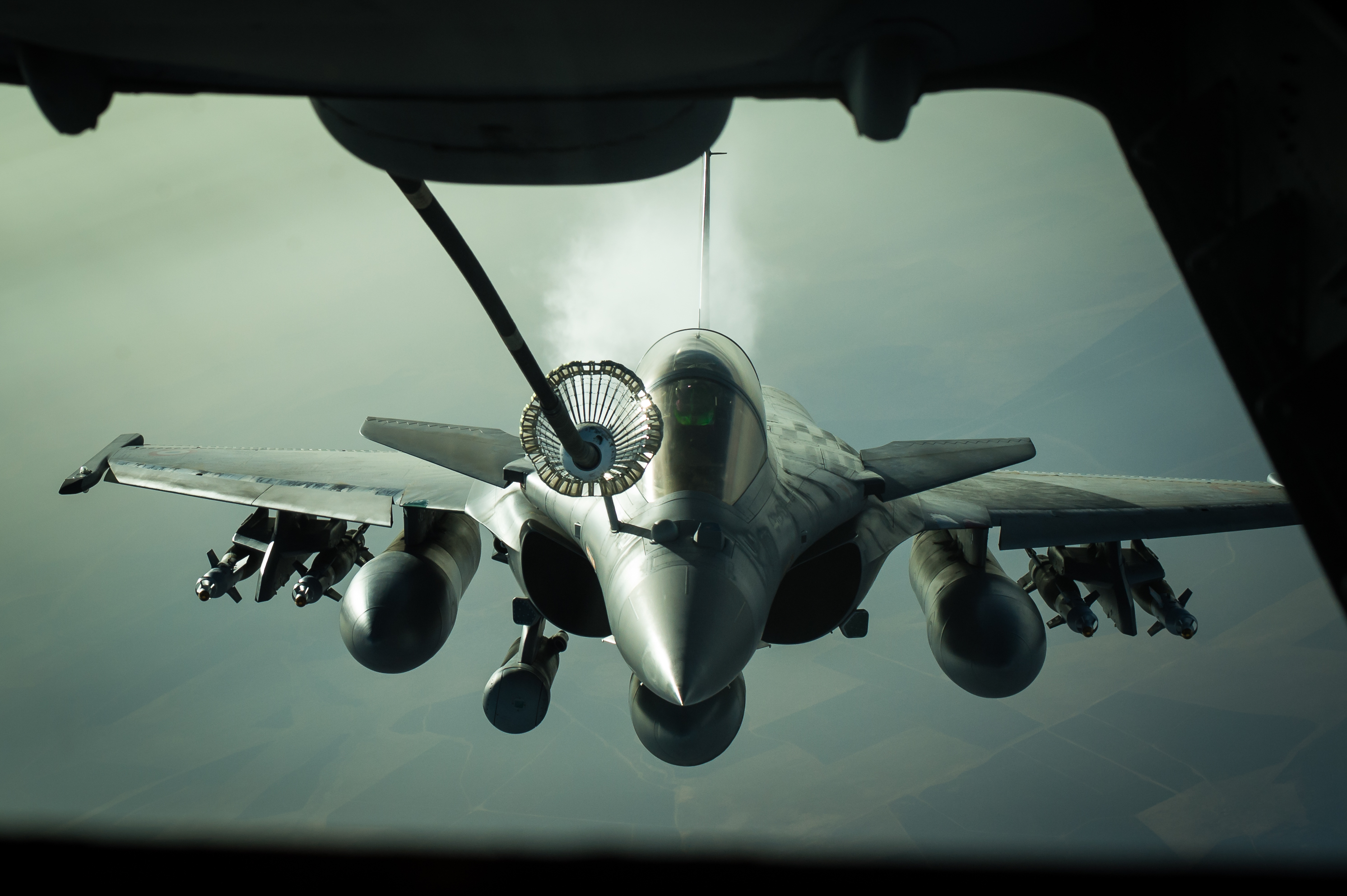
Französische Dassault Rafale bei der Betankung in der Luft beim Einsatz während der Schlacht

Der irakische Ministerpräsident Haider al-Abadi verkündete am 16. Oktober 2016 um 23:31 Uhr Ortszeit den Beginn der Offensive auf die Stadt auf Twitter mit den Worten: „Die Stunde hat geschlagen. Die Kampagne zur Befreiung Mossuls hat begonnen. Geliebte Menschen Mossuls, die irakische Nation wird geeint den Sieg feiern.“
Der Angriff auf die Stadt begann kurz vor zwei Uhr nachts am 17. Oktober 2016 mit Artilleriebeschuss und dem Vorrücken gepanzerter Fahrzeuge zur Frontlinie. Peschmergaeinheiten griffen von Osten her an, irakische Spezialkräfte rückten von Süden vor. Am Mittag wurde berichtet, Peschmergaeinheiten, deren Stärke mit 4000 Kämpfern angegeben wurde, hätten östlich von Mossul zehn Dörfer erobert.
Am 18. Oktober 2016 war die Zahl der eroberten Dörfer durch irakische Streitkräfte und kurdische Peschmerga auf 20 angestiegen. Zudem rückten die irakischen Soldaten vom Süden und Südosten sowie die Peschmerga vom Osten her auf Mossul vor, um die Stadt einzukesseln. Im Norden und Nordosten nahmen kurdische Kämpfer einen Teil der 80 Kilometer langen Verbindungsroute zwischen Mossul und Erbil ein und zerstörten dabei vier Autobomben. Eliteeinheiten und kurdische Kämpfer starteten nördlich und östlich von Mossul neue Angriffe, um weitere Dörfer einzunehmen. Dabei kamen auch Artillerie und Hubschrauber sowie von den Vereinigten Staaten ausgebildete Anti-Terror-Einheiten zum Einsatz.
In irakischen Medien wurde später bekannt, dass sich der Anführer des IS, Abu Bakr al-Baghdadi, zum Zeitpunkt der Offensive in der Stadt befunden hatte. Er soll sie zusammen mit mehreren Begleitern und deren Familien zügig verlassen haben, nachdem ein Coup der Islamischen Polizei gegen ihn fehlgeschlagen sei. Auch die Funktionäre, die für die Rekrutierung von Selbstmordattentätern verantwortlich waren, darunter eine Frau, verschwanden offenbar nach Beginn der Kämpfe aus der Stadt.
Die irakischen Regierungstruppen befreiten die Stadt Baghdida (Karakosch) am 19. Oktober 2016 vom IS, dessen Kämpfer schon vor Beginn der Großoffensive geflohen waren. Die Stadt war einst die größte christliche Stadt des Irak. Sie liegt einige Kilometer südöstlich von Mossul.
Am 20. Oktober 2016 gab der irakische Ministerpräsident Haider al-Abadi in Paris bei der internationalen Irak-Konferenz bekannt: „Die am Montag gestartete Militäroperation der irakischen Streitkräfte und ihrer Verbündeten kommt gut voran – sogar schneller als geplant.“
Die Truppen rückten auf die Ortschaft Bartella vor, die vor der Übernahme durch den IS von Christen bewohnt war. Die Ortschaft liegt circa 21 Kilometer östlich von Mossul. Die IS-Kämpfer leisteten mit Autobomben, Sprengsätzen an Straßen, Scharfschützen und Artillerie Widerstand. Die Stadt war am 21. Oktober 2016 vom IS befreit. Bei einem Angriff des IS bei Kirkuk am 21. Oktober 2016 kamen 80 Menschen um, doch wurde der Angriff zurückgeschlagen. Der Journalist Ahmet Haceroğlu von Türkmeneli TV starb durch einen Schuss in die Brust von einem Scharfschützen des IS während des Angriffs auf Kirkuk.
Am 22. Oktober 2016 rückte die irakische Armee auf etwa 5 km an Mossul vor. Berichtet wurde über die brennende Schwefelfabrik Al-Mishraq 45 km südlich von Mossul sowie über brennende Ölquellen, deren Rauch zu Atembeschwerden bei den Anwohnern führte. Der Kameramann Ali Risan von Al Sumaria starb durch einen Schuss in die Brust von einem Scharfschützen des IS in der Gegend von Al Shura.
Die Peschmerga eroberten laut Meldung vom 23. Oktober 2016 die Stadt Baschiqa mit Unterstützung türkischer Militäreinheiten sowie weitere Ortschaften im Nordosten von Mossul.
Mit dem Vormarsch der Anti-IS-Koalition wurden zahlreiche Verteidigungsanlagen des IS entdeckt. Sie bestanden aus weit verzweigten Tunnelsystemen und Stellungen. Das nährte Befürchtungen bezüglich eines zu erwartenden langen Häuserkampfes in Mossul selbst. Nach etwas mehr als einer Woche kündigte Al-Baghdadi an, das sogenannte „Sham-Bataillon“ von Rakka nach Mossul zu verlegen, um die Moral der Kämpfer zu stärken. Nach Angaben irakischer Sicherheitskräfte soll der IS allein bis zum 26. Oktober mehr als 800 Kämpfer verloren und 58 selbst exekutiert haben.
Am 29. Oktober 2016 begannen irakische und kurdische Einheiten (9. Brigade der irakischen Armee) weiter westlich der Stadt Mossul einen Angriff zur Rückeroberung der Stadt Tal Afar, um die Versorgungswege des IS zu kappen. Westlich der Stadt kam es danach zu Kämpfen um den IS-Stützpunkt al-Shallalat. Dort soll auch der Leiter der IS-Operationen Abu Yakoub getötet worden sein. Am 31. Oktober wurde mit Baswaja das letzte Dorf vor der östlichen Stadtgrenze Mossuls von den Regierungstruppen erobert.
In einem Presse-Statement teilte die irakische Armee mit: „Joint security forces in the southern axis of Mosul managed to kill 778 members of the ISIS, while Iraqi Army Aviation killed 375 members of ISIS. [...] The international coalition air force managed to kill 149 ISIS members so far. [...] Joint security forces in the southern axis also managed to arrest 94 ISIS members as well as destroy 166 booby-trapped vehicles, seize 26 vehicles, dismantle 1,126 improvised explosive devices and destroy 37 hideouts and 16 explosives plants.“

### November 2016

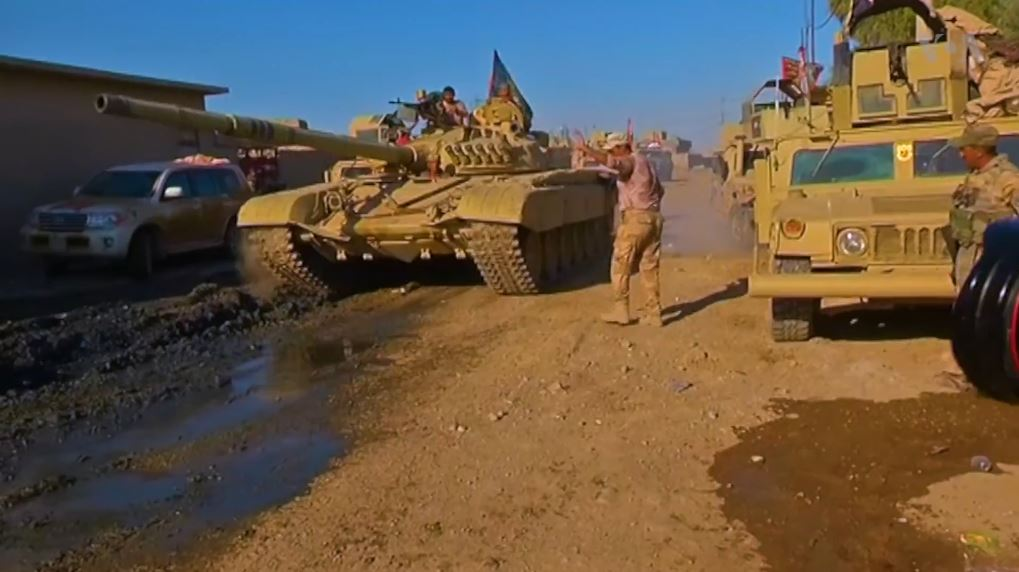
T-72 der irakischen Armee am 3. November innerhalb Mossuls

Frontverlauf, 22. November 2016

Nach Angaben der Vereinten Nationen versuchte der „Islamische Staat“, 25.000 Menschen in die Stadt zu bringen, um sie als menschliche Schutzschilde zu benutzen.
Am 1. November 2016 drangen irakische Einheiten in den Stadtteil Gogdschali von Mossul ein. Von Osten her wurde die Stadtgrenze erreicht und das Gebäude des staatlichen Fernsehens von CTS-Elitesoldaten der irakischen Armee eingenommen.
Am 3. November 2016 wurde erstmals seit Dezember 2015 eine Audiobotschaft Abu Bakr al-Baghdadis veröffentlicht. Obwohl der Name Mossul kein einziges Mal erwähnt wurde, stuften Medien die Botschaft als Reaktion auf die Schlacht um Mossul ein. Er forderte, erbitterten Widerstand zu leisten, und warnte sie davor, vom Schlachtfeld zu flüchten. Die Kämpfer sollten den Befehlen ihrer Kommandeure Folge leisten.
Die irakische Armee teilte am 4. November 2016 mit, die östlichen Stadtteile al-Malayin, as-Samah, al-Chadraʿ, al-Karkukli, al-Quds und al-Karama mithilfe von kurdischen Peschmerga und schiitischen Milizen befreit zu haben.
Beobachter zählten im Zeitraum vom Beginn der Offensive am 17. Oktober bis zum 5. November 2016 102 Angriffe von Selbstmordattentätern des IS bei der Schlacht um Mossul. Die Zahl von Leuten, die sich selbst umbringen, sei beispiellos, schrieb ein Analyst des ICSR.
Am 4. November 2016 sollen die irakischen Truppen laut Militärangaben sechs Orte im Osten der Stadt erobert haben, dabei soll der IS schwere Verluste zu verzeichnen gehabt haben. Ein Offizier sagte, dass die IS-Kämpfer in Mossul beinahe eingekesselt seien. Laut russischen Medien, die sich auf eine „diplomatische Quelle in Moskau“ bezogen, wurden innerhalb der ersten zwei Wochen 16 US-Soldaten getötet und 27 verletzt, die meisten sollen wegen Minen und Artillerie- und Mörserbeschuss getötet worden sein, zwei Soldaten sollen durch mangelhafte Koordination in einem Vorort von Mossul durch einen B-52H-Bomber getötet worden sein.
Der IS startete am 16. November 2016 eine Gegenoffensive im Morgengrauen gegen die in den Osten vorrückenden irakischen Streitkräfte. Diese konnten die Angriffe, bei denen auch Selbstmordattentäter eingesetzt wurden, zurückschlagen. Dabei seien mindestens 23 IS-Kämpfer und 10 irakische Soldaten getötet worden.
Am 17. November 2016 haben Einheiten der Miliz al-Haschd asch-Schaʿbī den strategisch wichtigen Luftwaffenstützpunkt Tal Afar, der 6 Kilometer Luftlinie südlich der Stadt Tal Afar liegt, zurückerobert und haben somit die letzte Versorgungslinie des IS nach Mossul unterbrochen. Am 23. November 2016 wurde ebenso die Verbindungsstraße zwischen Mossul und Tal Afar teilweise eingenommen, so dass es für IS-Kämpfer nicht mehr möglich ist, Mossul mit Pkw/Lkw in Richtung Syrien zu verlassen. Am 24. November 2016 wurde durch Luftschläge die letzte der fünf Brücken in Mossul zerstört, so dass Mossul in zwei Kampfgebiete geteilt wurde, die durch den Tigris getrennt sind.

### Dezember 2016 bis Januar 2017
In den Dezemberwochen und Anfang Januar 2017 wurden bei weiteren Kämpfen weite städtische Gebiete im Osten von Mossul von den irakischen Streitkräften erobert. Seit Ende Dezember lief in der Stadt Mossul im Nordirak Teil zwei der Offensive. Die irakischen Streitkräfte erreichten innerhalb des Stadtgebietes am 8. Januar 2017 erstmals das Ostufer des Tigris. Die Zivilbevölkerung litt. Am 14. Januar 2017 gelang es den irakischen Streitkräften, das Gelände der Universität Mossul im nordöstlichen Stadtgebiet von Mossul für sich zu gewinnen. Bis zum 19. Januar 2017 gelang es den irakischen Streitkräften, die weiteren östlich gelegenen Stadtteile einzunehmen und unter anderem das im östlichen Stadtteil von Mossul befindliche Gelände der Ruinen von Ninive zurückzuerobern. Am 23. Januar 2017 verkündete das irakische Verteidigungsministerium, die Armee habe den Osten Mossuls komplett erobert.

### Februar 2017
Am 19. Februar 2017 verkündete die irakische Regierung den Beginn der Offensive zur Rückeroberung des Westteils von Mossul. Premierminister Haider al-Abadi sagte in einer kurzen Fernsehansprache: „Unsere Truppen beginnen mit der Befreiung der Bürger vom Terror des IS.“ Wie das Verteidigungsministerium mitteilte, hatte die Luftwaffe über West-Mossul Flugblätter abgeworfen, um die Einwohner vor dem bevorstehenden Kampf zu warnen. Darin wurden die Bewohner zur Kooperation aufgerufen, um die Zahl der Verluste klein zu halten. In anderen Flugblättern wurde der IS zur Kapitulation aufgefordert. Berichten von Anwohnern zufolge haben sich die IS-Kämpfer ein Netzwerk von Durchgängen und Tunneln geschaffen, um schnell untertauchen zu können. General Stephen J. Townsend, Befehlshaber der von den USA angeführten Anti-IS-Koalition und der Operation Inherent Resolve, warnte vor einem Kampf, „der für jede Armee der Welt hart wäre“. Al-Abadi appellierte zugleich an seine Streitkräfte, während der Schlacht um Mossul die Menschenrechte zu respektieren. Die UN-Koordinatorin für den Irak, Lise Grande, warnte davor, dass jeder zweite Bewohner im Westen der Stadt im Zuge des Angriffs aus seinem Haus fliehen könnte. Schon im Vorfeld des Kampfes sei die Lebensmittel- und Wasserversorgung knapp. Hilfsorganisationen und die Regierung bereiteten südlich der Stadt Notfall-Lager vor. Das Militär teilte mit, erstes Ziel der von Süden vorrückenden Soldaten sei der Flughafen der Stadt. In den ersten Stunden der Offensive nahm das Militär nach eigenen Angaben mehrere Dörfer ein und tötete Heckenschützen. Am 23. Februar 2017 wurde der Flughafen von den irakischen Streitkräften eingenommen.

### März 2017

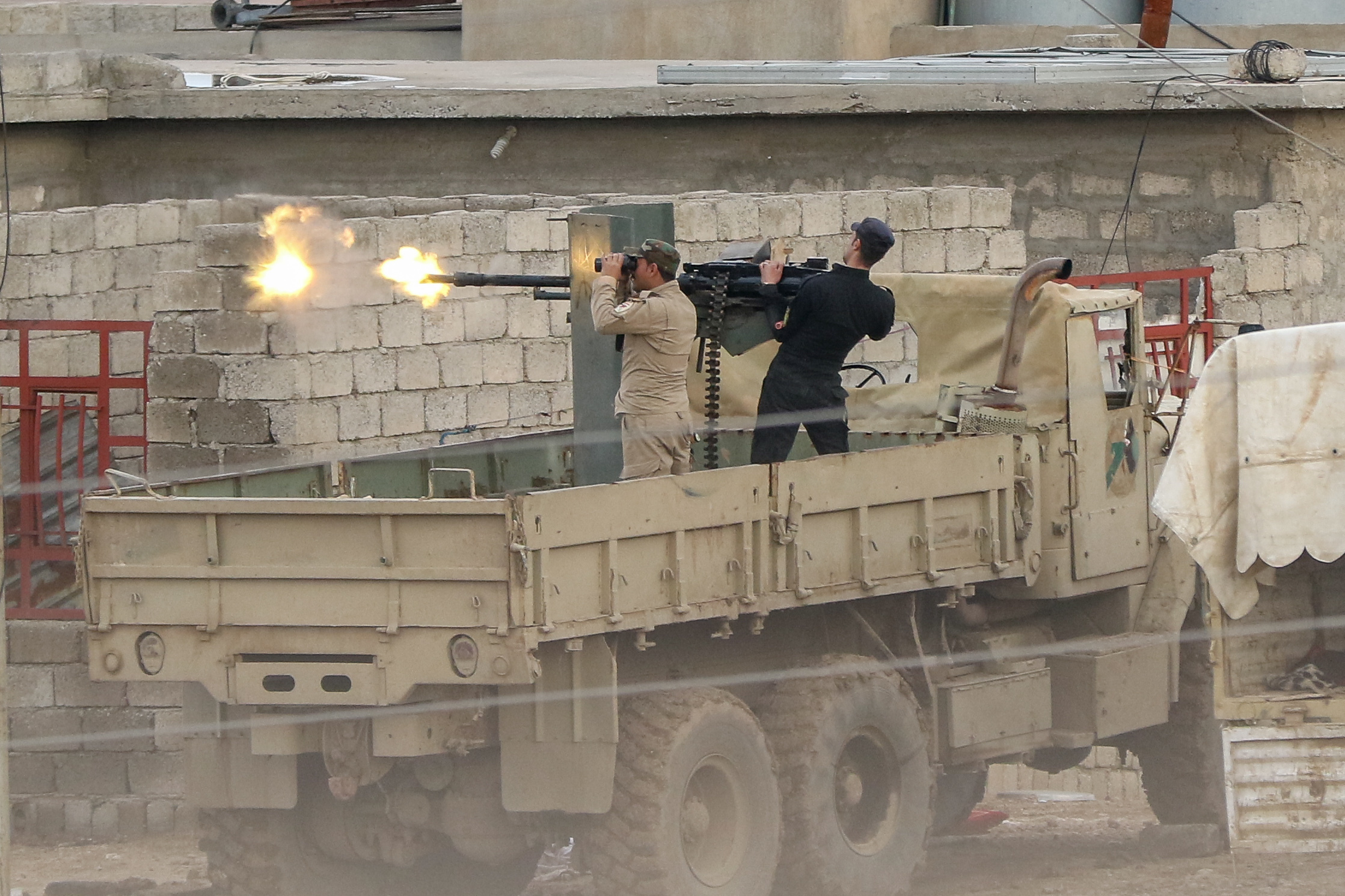
Einsatz eines schweren Maschinengewehrs durch irakische Soldaten am 16. März 2017

Nach Angaben des irakischen Fernsehsenders Alsumaria verkündete Anfang März 2017 der IS-Anführer, Abu Bakr al-Baghdadi, in einer Abschiedsrede die Niederlage des IS im Nordwesten des Iraks. Er forderte in dieser Rede seine Kämpfer auf, sich in die syrischen und die irakischen Berge zurückzuziehen und zu verschanzen. Dabei habe al-Baghdadi auch von den Niederlagen des IS in der Provinz Ninive und anderen irakischen Gebieten gesprochen. Er selber bezeichnete seine Botschaft als Abschiedsrede.
Am 7. März drangen irakische Truppen ins westliche Stadtzentrum vor und erlangten dabei die Kontrolle über wichtige Regierungsgebäude, aber auch über das Mosul Museum zurück.
Am 9./10. März 2017 wurde das Gefängnis Badusch, das nordwestlich vom Stadtzentrum Mossul liegt, im Zuge der Schlacht um Mossul von den irakischen Streitkräften befreit. Dabei wurde unter anderem auf dem Gelände ein Massengrab mit 500 Toten entdeckt. Am 14. März 2017 wurden der Bahnhof sowie der nahegelegene Busbahnhof im Westen von Mossul von den irakischen Streitkräften befreit.
Nach Angaben von Einheimischen wurden bei Luftangriffen der Koalition zwischen dem 17. und 23. März im Stadtteil Mosul Al-Jadida mehr als 200 Zivilisten getötet. Die Menschen seien vom IS als menschliche Schutzschilde in den Gebäuden zusammengetrieben worden, in denen auch IS-Kämpfer stationiert waren.

### April 2017
Nach UN-Angaben wurden seit dem Beginn der Schlacht 1.100 Häuser zerstört und 400.000 Menschen vertrieben, außerdem gebe es keine Wasser- und Stromversorgung mehr. Nach Angaben der Streitkräfte sind über 90.000 Zivilisten in die befreiten Gebiete von Mossul zurückgekehrt.
Am 6. April vermeldete das irakische Militär die Eroberung des Stadtteils Al-Yarmouk. Bei den Gefechten starben 42 IS-Kämpfer. Während eines Einsatzes in der Altstadt am 6. April wurde ein irakischer Helikopter vom IS abgeschossen. Bei dem Abschuss starben zwei Piloten.
Bei dem Beschuss einer unterirdischen Stellung des IS am 20. April wurde ein führender Chemiewaffen-Spezialist getötet. Das irakische Militär berichtet, dass der IS bei Häuserkämpfen Drohnen eingesetzt hat, um Sprengkörper über den irakischen Soldaten abzuwerfen, weshalb die Rückeroberung Mossuls langsamer voranschreitet. Nach US-Angaben mussten am 21. April mehrere irakische Soldaten behandelt werden, weil der IS Chemiewaffen verwendete. Diese sollen allerdings nur eine geringe Intensivität gehabt haben.
Am 24. April haben als Polizisten getarnte IS-Kämpfer mindestens 15 Zivilisten erschossen.
Am 25. April vermeldete das irakische Militär die Einnahme des größten Stadtteils in West-Mossul namens Al-Tanak. Irakische Sicherheitskräfte gaben bekannt, dass sie schon 70 Prozent von Mossul erobert hätten. Bei einer Explosion in der Nähe von Mossul am 29. April starb ein US-Soldat, die genauen Umstände sind noch unklar.

### Mai 2017
Die irakische Armee befindet sich weiterhin im Kampf um die Rückeroberung der letzten Gebiete, die vom IS gehalten werden. Nach eigenen Angaben befinden sich die Streitkräfte in einer so wörtlich „finalen Phase“. Schon eine Woche vorher wurde von Regierungstruppen dafür eine neue Front im Westteil der Stadt eröffnet. Das Einsatzkommando gab bekannt, dass Einheiten vom Nordwesten und vom Süden her vorrücken, um die vom IS errichteten Befestigungen außer Gefecht zu setzen. Dabei erreichten irakische Eliteeinheiten eine Stellung in Sichtweite zur Großen Moschee des an-Nuri, in der Abu Bakr al-Baghdadi am 29. Juni 2014 in seinem einzigen und letzten öffentlichen Auftritt sein Kalifat ausrief. Daher ist die Moschee für den IS von besonderer Bedeutung, weshalb dessen Kämpfer erbitterten Widerstand leisten. Die UNO-Flüchtlingshilfe berichtete, dass ein im April 2017 eröffnetes Flüchtlingslager mit einer Kapazität für 30.000 Menschen ausgelastet sei. Zudem berichteten die Flüchtlinge von schweren Kämpfen und massiven Luftangriffen. Weiter berichteten sie, dass es innerhalb der Stadt an Wasser, Nahrungsmitteln und Benzin mangele. Wie ein Sprecher der irakischen Streitkräfte mitteilte, sind 90 Prozent des Westteils von Mossul rückerobert worden. Damit hält der IS noch 6 Prozent des irakischen Staatsgebietes. Im Jahr 2014 hielt er im Vergleich dazu 40 Prozent. Die Truppen haben die letzten verbleibenden Kämpfer des IS in einer zwölf Quadratkilometer großen Enklave eingekesselt. Die irakische Regierung wies die Streitkräfte an, noch vor Beginn des islamischen Fastenmonats Ramadan Ende Mai den IS zu schlagen, um die Rückeroberung Mossuls verkünden zu können – auch dann, wenn es noch „Widerstandsnester“ des IS innerhalb der Altstadt geben sollte. Zudem stellt die Altstadt ein schwieriges Gefechtsfeld dar, da sie hauptsächlich aus engen Gassen besteht. Ein weiteres Problem ist der Missbrauch von Zivilisten als „menschliche Schutzschilde“ durch den IS. Mit Flugblättern forderte die Armee die Bürger auf, auf Autos zu verzichten, um nicht für IS-Kämpfer gehalten zu werden, ansonsten werde die Luftwaffe das Feuer eröffnen. Der IS verwendete in der Vergangenheit und auch im Rahmen der Schlacht um Mossul immer wieder mit Sprengstoff beladene Fahrzeuge, um die vorrückenden Truppen zu attackieren und damit auszubremsen. US-Colonel John Dorrian, ein Sprecher der von den Vereinigten Staaten geführten Anti-IS-Koalition, sagte in Bagdad, der IS in Mossul stehe am Rande des Zusammenbruchs. Die Extremisten seien umzingelt und ihre Ressourcen zerstört. Während die irakischen Streitkräfte innerhalb der Stadt tätig sind, versuchen schiitische Milizen das Umland unter ihre Kontrolle zu bringen. Dabei schnitten sie mit Hilfe der irakischen Luftwaffe wichtige Versorgungsrouten des IS im Südwesten zwischen dem Irak und Syrien ab. Am 19. Mai vermeldeten die Streitkräfte die Rückeroberung des Stadtviertels al-Warshan im Westen von Mossul und hissten auf Gebäuden die irakische Flagge. Mit diesem Vormarsch rücken die Truppen näher an die Altstadt heran, in der sich die letzten Kämpfer des IS verschanzt haben. Nach Schätzungen der Vereinten Nationen halten sich noch etwa 400.000 Zivilisten in dem Stadtteil auf. In den bereits befreiten Gebieten haben sich einige wenige Richter an die Aufgabe gemacht, Täter noch vor Ort zu identifizieren und zu verurteilen sowie Opfer zu entschädigen. Am 28. Mai wurde bekannt, dass von irakischen Einheiten des Militärs und der Bundespolizei mit einer neuen Offensive auf die letzten vom IS gehaltenen Gebiete in Mossul begonnen wurde. Tage zuvor warf die irakische Luftwaffe über diesen Gebieten hunderttausende Flugblätter ab, um die zivile Bevölkerung zur Flucht über „gesicherte Korridore“ aufzurufen.
Bis Anfang Juni 2017 wurden die letzten nordwestlich gelegenen Stadtteile im Westteil von Mossul befreit, so dass sich der Herrschaftsbereich des IS auf das Stadtgebiet der Altstadt im Westteil von Mossul eingrenzt, wo sich die Große Moschee des an-Nuri befindet.

### Juni 2017
Am 2. Juni 2017 wurde bekannt, dass der IS nur noch fünf Viertel im Westteil der Stadt hält. Die engen Gassen erweisen sich als kompliziertes Gefechtsfeld. Alle Zufahrtsstraßen zur an-Nuri-Moschee wurden vom IS gesperrt und Zivilisten werden als „menschliche Schutzschilde“ missbraucht, um der irakischen Armee Angriffe auf das Machtzentrum des IS im Irak zu erschweren. Die Anzahl der noch in Mossul stationierten IS-Kämpfer ist nicht genau verifizierbar. Auch schweigen die irakischen Streitkräfte über ihre eigenen Verluste sowie ihre noch vorhandenen Truppen. Wie die Vereinten Nationen am 6. Juni 2017 berichteten, exekutierte der IS 163 Menschen, die sich auf der Flucht befanden. Unter den Opfern befanden sich Männer, Frauen und Kinder. Der UN-Hochkommissar für Menschenrechte, Seid al-Hussein, sagte in Genf zu diesem Vorfall: „Die Brutalität des IS und anderer Terroristen kennt offensichtlich keine Grenzen.“ Im Rahmen der Kämpfe liquidierten irakische Sicherheitskräfte eine Frau libyschen Ursprungs, die gezielt als Scharfschützin des IS auf hunderte flüchtende Zivilisten das Feuer eröffnet hatte. Die vollverschleierte Frau verschanzte sich zuvor in einem Gebäude. Am 18. Juni 2017 begann die Offensive auf die Altstadt von Mossul. Zuvor hatte eine Division den Bezirk al-Schifaa eingenommen und den IS eingekesselt. Der IS sprengte am 21. Juni 2017 die Große Moschee des an-Nuri mit ihrem schiefen Minarett. Bislang starben seit Beginn der Offensive auf die Altstadt Hunderte von Zivilisten, die von IS-Kämpfern als menschliche Schutzschilde verwendet wurden. Mit der Einnahme der zerstörten an-Nuri-Moschee verkündeten die irakischen Streitkräfte am 29. Juni 2017 das Ende des IS-Kalifats. Zudem kontrollieren Spezialeinheiten das gesamte Gelände rund um die Moschee sowie die Bezirke al-Hadba und Sirdschchana. Der irakische Ministerpräsident, Haider al-Abadi, befahl den Truppen, „die Schlacht zu Ende zu bringen“.

### Ende der Schlacht im Juli 2017

Von irakischen Streitkräften und schiitischen Milizen gehalten
Von kurdischen Peschmerga gehalten

In den ersten Tagen des Juli 2017 besetzten die irakischen Truppen die noch vom IS gehaltenen Gebiete. Am 10. Juli 2017 erklärte die irakische Regierung die Schlacht für beendet und Mossul für befreit. Der irakische Ministerpräsident Haider al-Abadi besuchte die Stadt.
Insgesamt 20 ausländische Frauen, die sich dem IS angeschlossen hatten, wurden gegen Ende der Kämpfe von irakischen Sicherheitskräften in einem Tunnelsystem aufgegriffen und festgenommen. Darunter vermutlich fünf Deutsche und Frauen aus Russland, Kanada und Tschetschenien.

## Verschiedene Aspekte

### Humanitäre Aspekte
Die Vereinten Nationen befürchteten bei Beginn der Schlacht um Mossul eine Flüchtlingswelle von etwa einer Million Menschen. In dem Flüchtlingslager Dibaga, etwa 40 Kilometer von Erbil entfernt, kamen täglich Hunderte Flüchtlinge aus den umkämpften südlich gelegenen Dörfern um Mossul an. Die Kapazitäten des Lagers waren mit bereits 34.000 Flüchtlingen völlig ausgelastet. Zudem nahte der Winter und es mussten Unterkünfte mit Strom- und Wasserversorgung errichtet werden, was eine logistische Herausforderung für die Helfer darstellte.
Am 21. Oktober 2016 gab das UN-Hochkommissariat für Menschenrechte in Genf bekannt, dass der IS aus Vergeltung in Mossul und im Umland schwere Verbrechen verübt hatte. Er habe 40 Personen erschossen. Zudem habe der IS Zivilisten als „menschliche Schutzschilde“ verwendet, weshalb er 550 Familien aus umliegenden Dörfern nach Mossul verschleppt habe. Generell mehrten sich die Meldungen über die Hinrichtung von Zivilisten durch den IS. So sollen bis zum 22. Oktober bereits 280 Männer und Jugendliche erschossen worden sein. Allein im Dorf Tulul Naser habe man am 20. Oktober 70 Leichen entdeckt. Am 23. Oktober habe der IS zudem 50 ehemalige Polizisten, die sich in seiner Gewalt befanden, exekutiert.
Eine Sprecherin des UN-Hochkommissariats für Menschenrechte teilte am 28. Oktober in Genf mit, dass am 27. Oktober „Berichten zufolge 232 Zivilisten erschossen“ worden seien. Unter den Opfern seien demnach 190 ehemalige Angehörige irakischer Sicherheitskräfte gewesen, die sich geweigert hätten, dem IS beizutreten. „Einige wurden auch erschossen, obwohl sie den Anweisungen des IS Folge leisteten“, sagte die Sprecherin. Diese Berichte seien so weit wie möglich überprüft worden. Die IS-Terrormiliz habe Zehntausende Iraker als menschliche Schutzschilde auf ihren Militärstützpunkten missbraucht. „Dies ist eine feige Strategie, Orte vor militärischen Angriffen zu schützen“, sagte die UN-Sprecherin weiter. Es seien mehr als 5.600 Familien entführt worden. Mit der Annäherung der Regierungstruppen an das Stadtgebiet habe der IS nach UN-Berichten versucht, Tausende Familien in die Stadt zu bringen. Dies sei jedoch von Luftstreitkräften verhindert worden. Andererseits seien vom IS etwa 40 bereits früher gefangene Soldaten und Polizisten erschossen und in den Tigris geworfen worden.
Das Nothilfebüro der Vereinten Nationen teilte mit, dass sich die Gesamtzahl der aus Mossul geflüchteten Menschen von über 430.000 auf 615.000 erhöht hatte. Zudem sollte sich noch eine hohe Anzahl an Zivilisten im Westteil der Stadt aufhalten. In dem bereits befreiten Ostteil herrschte ein Mangel an Trinkwasser. Hilfsorganisationen verteilten täglich 2,5 Millionen Liter Trinkwasser in Flaschen aus Plastik an die Bedürftigen, womit aber der tatsächliche Bedarf an sauberem Wasser nicht gedeckt wurde. Die Vereinten Nationen unterstützten die Wiedereröffnung einer Trinkwasseraufbereitungsanlage in Salamiyya.
Die UNO-Flüchtlingshilfe gab am 15. Mai 2017 bekannt, dass sich die Anzahl der flüchtigen Menschen auf 630.000 erhöht hatte. Dafür wurden weitere Flüchtlingslager erbaut. Das Lager Hasansham U2 war eines davon. Es lag 60 Kilometer von Mossul entfernt und stellte 1.000 Zelte für über 6.000 Menschen zur Verfügung. Die maximale Kapazität belief sich auf über 9.000 Menschen. Jede ankommende Familie erhielt ein Zelt und ein Nothilfepaket, in dem Decken, Plastikplanen, Matten, Kocher, Wasserkanister und ein Küchenset enthalten waren. Ein weiteres sich im Mai 2017 im Bau befindliches Lager namens al-Salamiya 2 sollte 60.000 Menschen aufnehmen können.
In den umkämpften Teilen des Westens von Mossul zeichnete sich eine humanitäre Katastrophe ab, da es an Wasser, medizinischer Versorgung und Stromversorgung mangelte. Zudem eröffneten IS-Kämpfer das Feuer auf flüchtende Familien. Immer mehr Menschen flohen aus dem Westen der Stadt. Die Aufrechterhaltung humanitärer Hilfe gestaltete sich schwierig, da die notwendigen Spenden nicht vollständig erreicht wurden. Benötigt wurden bis zum Ende des Jahres 2017 126 Millionen US-Dollar (umgerechnet 112 Millionen Euro) für besonders bedürftige Menschen, die vertrieben worden waren oder die in die befreiten Teile Mossuls zurückkehren möchten. Im Osten von Mossul und im Umland wurden Rückkehrer mit finanzieller, psychosozialer und rechtlicher Hilfe unterstützt. Bislang kehrten nach Schätzungen etwa 125.000 Menschen in die Stadt zurück. Ein Großteil von ihnen lebte in beschädigten oder gar zerstörten Gebäuden. Auch für den nahenden Winter wurden Unterkünfte und Hilfsmaterialen benötigt, besonders deshalb, um plötzlichen Temperatureinbrüchen humanitär vorzubeugen. Dafür stattete der UNHCR jede Flüchtlingsfamilie mit einer Winterausrüstung wie Decken, Gas, Kanister und Heizöfen aus. Die Schätzung über eine Gesamtzahl der irakischen Binnenvertriebenen betrug 2017 um die „drei Millionen Menschen“. Etwa 250.000 von ihnen hatten in Nachbarländern eine Zuflucht gefunden. Für das Jahr 2017 benötigte der UNHCR insgesamt etwa 578 Millionen US-Dollar (516 Millionen Euro) für den Irak. Stand Juni 2017 standen aber nur 21 Prozent der erforderlichen Summe zur Verfügung.
Die medizinische Versorgung von kranken und verwundeten Menschen im umkämpften Westen von Mossul stellte eine große Herausforderung für Ärzte dar, da es zwar nicht unbedingt an Medikamenten mangelte, sondern eher an der fehlenden Intensivmedizin. So berichtete Ärzte ohne Grenzen darüber, dass schwerverletzte Patienten nicht behandelt werden können und sterben. Mit dem Beginn der Schlacht um Mossul hielt der IS etliche Ärzte fest, um seine eigenen Kämpfer versorgen zu können. Zudem stahl der IS aus öffentlichen Krankenhäusern Medikamente und medizinisches Gerät, was deren Arbeit zum Erliegen brachte.
Die irakische Gesundheitsministerin, Adila Hamoud, berichtete am 13. Juni, dass mehr als 750 Menschen im Flüchtlingslager Hassan Sham U2 nahe Mossul an einer Lebensmittelvergiftung erkrankt seien. Sie alle zeigen Vergiftungserscheinungen. Eine Frau und ein Mädchen starben dadurch. Einen Abend zuvor hatten die Flüchtlinge unbrauchbare Lebensmittel konsumiert, die aufgrund des Ramadan für das abendliche Fastenbrechen bestimmt waren.

### Politische Aspekte
Der Außenminister Saudi-Arabiens, Adel al-Dschubeir, warnte vor einem Blutbad unter schiitischer Vorherrschaft, wenn nach einer Rückeroberung nicht für ein Gleichgewicht zwischen Sunniten und Schiiten gesorgt werde.

### Sicherheitsaspekte
Im Falle der Rückeroberung von Mossul warnte EU-Sicherheitskommissar Julian King vor einer erhöhten Terrorgefahr in Europa, da etwa 2.500 IS-Kämpfer aus den Mitgliedstaaten der Europäischen Union stammen und zurückkehren könnten. Dazu sagte King: „Die Rückeroberung der nordirakischen IS-Hochburg Mossul kann dazu führen, dass gewaltbereite IS-Kämpfer nach Europa zurückkommen. Das ist eine sehr ernste Bedrohung, auf die wir vorbereitet sein müssen.“

### Infrastrukturelle Aspekte
Im Rahmen der Schlacht wurden große Teile Mossuls zerstört. Etliche Gebäude waren fast vollständig ruiniert, darunter ein Krankenhaus. Es fehlte an Tankstellen, weshalb Benzin in Kanistern oder direkt aus Tankwagen verteilt wurde. Kontrollpunkte wurden errichtet, die das zügige Vorankommen des Straßenverkehrs beeinflussten. Es wurde geschätzt, dass der Wiederaufbau der Stadt viele Jahre in Anspruch nehmen würde.
Auch die im Januar 2017 befreite Universität von Mossul wurde durch die Kämpfe schwer in Mitleidenschaft gezogen. So versuchten einige Professoren, den Lehrbetrieb langsam wieder aufzunehmen. Der IS hatte die Universität im Rahmen der Eroberung von Mossul 2014 eingenommen. Dabei steckten sie die Bibliothek (von rund einer Million Bücher konnten nur ca. 30.000 gerettet werden) und verschiedene Fakultätsgebäude in Brand und legten Sprengfallen, die nach der Rückeroberung einzeln entfernt werden mussten. Auch einen Großteil der Ausstattung zerstörten die IS-Kämpfer. Diese zu ersetzen gestaltete sich schwierig. Ein Professor versuchte, Bestände der zerstörten Bibliothek mit selbst organisierten Büchern und ausgedruckten Materialien aus dem Internet zu ersetzen. Zudem mangelte es an der nötigen Stromversorgung. Langsam kehrten auch Flüchtlinge in den Stadtteil zurück.
Zuletzt hatte der IS noch katholische Kirchen zerstört, wie etwa die Kirche der Unbefleckten Empfängnis. Letztere wurde mit Mitteln katholischer Hilfsorganisationen wieder aufgebaut und konnte von Papst Franziskus im März 2021 besichtigt werden.